# ورزشگاه تون عبدالرزاق

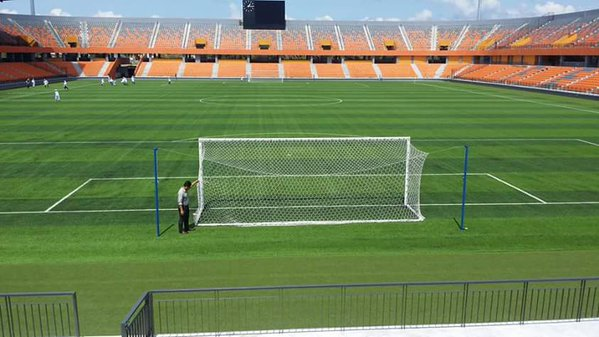
نمای داخل ورزشگاه

ورزشگاه تون عبدالرزاق (به انگلیسی: Tun Abdul Razak Stadium) (مالایی: Stadium Tun Abdul Razak / STAR) یک استادیوم فوتبال در شهرک جنکا، منطقه ماران، ایالت پاهانگ، مالزی است. در حال حاضر از این ورزشگاه بیشتر برای برگزاری مسابقات فوتبال استفاده می‌شود. این ورزشگاه که در سال ۲۰۱۵ افتتاح گردید گنجایش ۲۵٬۰۰۰ تماشاگر را دارد. نام ورزشگاه بر گرفته از نام نخست‌وزیر سابق مالزی، عبدالرزاق حسین بوده و اکنون ورزشگاه خانگی تیم فلدا یونایتد است.